# Síugrás az 1968. évi téli olimpiai játékokon
Az 1968. évi téli olimpiai játékokon a síugrás versenyszámait Grenoble-ban rendezték február 11-én és 18-án. Két versenyszámot rendeztek: a normálsáncot (70 méter) és nagysáncot (90 méter).

## Éremtáblázat
(Az egyes számoszlopok legmagasabb értéke vagy értékei vastagítással kiemelve.)
| Az 1968. évi téli olimpiai játékok éremtáblázata síugrásban | Az 1968. évi téli olimpiai játékok éremtáblázata síugrásban | Az 1968. évi téli olimpiai játékok éremtáblázata síugrásban | Az 1968. évi téli olimpiai játékok éremtáblázata síugrásban | Az 1968. évi téli olimpiai játékok éremtáblázata síugrásban | Olimpia  |
| ----------------------------------------------------------- | ----------------------------------------------------------- | ----------------------------------------------------------- | ----------------------------------------------------------- | ----------------------------------------------------------- | -------- |
|                                                             | Ország                                                      | Arany                                                       | Ezüst                                                       | Bronz                                                       | Összesen |
| 1.                                                          | Csehszlovákia (TCH)                                         | 1                                                           | 1                                                           | 0                                                           | 2        |
| 2.                                                          | Szovjetunió (URS)                                           | 1                                                           | 0                                                           | 0                                                           | 1        |
|                                                             |                                                             |                                                             |                                                             |                                                             |          |
| 3.                                                          | Ausztria (AUT)                                              | 0                                                           | 1                                                           | 1                                                           | 2        |
|                                                             |                                                             |                                                             |                                                             |                                                             |          |
| 4.                                                          | Norvégia (NOR)                                              | 0                                                           | 0                                                           | 1                                                           | 1        |
|                                                             |                                                             |                                                             |                                                             |                                                             |          |
| Összesen                                                    | Összesen                                                    | 2                                                           | 2                                                           | 2                                                           | 6        |

## Érmesek
| Az 1968. évi téli olimpiai játékok érmesei síugrásban |                                         |       |                                   |       |                                |       |
| Versenyszám                                           | Arany                                   | Arany | Ezüst                             | Ezüst | Bronz                          | Bronz |
| Normálsánc (70 m)                                     | Jiří Raška · Csehszlovákia (TCH)        | 216,5 | Reinhold Bachler · Ausztria (AUT) | 214,2 | Baldur Preiml · Ausztria (AUT) | 212,6 |
| Nagysánc (90 m)                                       | Vlagyimir Belouszov · Szovjetunió (URS) | 231,3 | Jiří Raška · Csehszlovákia (TCH)  | 229,4 | Lars Grini · Norvégia (NOR)    | 214,3 |